# Manuel Estiarte
Manel Estiarte Duocastella (* 26. října 1961 Manresa) je bývalý španělský vodní pólista. V letech 1986 až 1992 byl sedmkrát po sobě vyhlášen světovým vodním pólistou roku a byl nazýván „vodní Maradona“.
Za španělskou reprezentaci odehrál v letech 1977 až 2000 580 zápasů a vstřelil 1 561 branek. Zúčastnil se rekordních šesti olympiád, na Letních olympijských hrách 1992 získal stříbrnou medaili a na Letních olympijských hrách 1996 byl členem vítězného týmu. Na OH 1984, 1988 a 1992 byl králem střelců, je historicky nejlepším střelcem olympijských turnajů ve vodním pólu se 127 brankami ve 45 zápasech. Na LOH 2000 byl vlajkonošem španělské výpravy.
Je také mistrem světa z roku 1998, v letech 1991 a 1994 skočil se španělským mužstvem na MS na druhém místě. Na mistrovství Evropy ve vodním pólu v roce 1991 získal stříbrnou medaili. Vyhrál LEN Champions League v roce 1982 s CN Barcelona a v roce 1988 s italským AS Waterpolis Pescara.
V roce 2001 získal Cenu knížete asturského. V letech 2000 až 2006 byl členem Mezinárodního olympijského výboru. Spojuje ho dlouholeté přátelství s Pepem Guardiolou a stal se jeho osobním poradcem ve fotbalovém klubu Manchester City FC.